# Pachymelos orientalis
Pachymelos orientalis là một loài tò vò trong họ Ichneumonidae.